# Akrotíri és Dekélia
Akrotíri (görögül Ακρωτήρι) és Dekélia (görögül Δεκέλεια) két brit katonai bázis Cipruson. Itt állomásoznak a Sovereign Base Areas (SBA) tagjai. Az Egyesült Királyság Ciprus függetlenné válásakor (1960) megtartotta a területet, mivel szüksége volt egy katonai támaszpontra a Földközi-tenger keleti részén is.

## Földrajz
Mindkettő a Földközi-tenger partján található a sziget déli részén. Akrotíri Limassoltól nyugatra fekszik, területe 123 km². Dekélia Lárnakától keletre terül el, területe 130,8 km². Dekélia a zöld vonal mentén fekszik és 4 ciprusi enklávé ékelődik bele, melyek közül az egyik az ország legnagyobb erőműve.

## Története
A szuverén támaszpont-területet 1960-ban hozták létre, amikor Ciprus, ami akkoriban a Brit Birodalom gyarmata volt, elnyerte függetlenségét. Az Egyesült Királyság megőrizte szuverenitását a légierő akrotíri bázisa és a szárazföldi hadsereg helyőrsége felett. Ezek a brit támaszpontok fontos stratégiai helyen fekszenek a Földközi-tenger keleti végén, a Szuezi-csatorna és a Közel-Kelet közelében; a légierő támaszpontján katonai repülőgépek állomásoznak és kiképzés is folyik. A brit tengerentúli terület határain nincs határőrizet, azaz a ciprusiak szabadon közlekedhetnek a brit területeken áthaladó utakon. 
Törökország 1974-es észak-ciprusi inváziója a nemzetközileg el nem ismert Észak-Ciprusi Török Köztársaság létrejöttéhez vezetett. Ennek nem volt hatása a bázisok státusára és a britek nem vettek részt a harcokban. A törökök elől menekülő görög ciprióták áthaladtak Dekélia bázison és humanitárius segítségben részesültek. A török előrenyomulás megállt, amikor elérték a bázis peremét, nem akarták kockáztatni a háborút a britekkel.
Famagusta tartomány déli része, benne a mára híres Hagiosz Napa üdülőhellyel a görögök kezén maradt. Famagusta városának török megszállása óriási lökést adott Famagusta tartomány ciprusi görög kézen maradt déli része turistaiparának. Üdülőhellyé fejlődött Protarasz, Hagiosz Napa, Paralimni és mások, amelyek kicsi falvak voltak 1974 előtt.
Akrotíri és Dekélia brit tengerentúli terület 2008 óta arról is nevezetes, hogy ez az egyetlen brit szuverenitás alatt lévő terület, melynek hivatalos pénzneme az euró, ugyanis a Ciprusi Köztársaság eurózónás belépésekor Akrotíri és Dekélia úgy döntött, hogy követi a példát.
A terület – bár státusza tengerentúli terület – a gyakorlatban jelentősen különbözik a többi brit tengerentúli területtől abban, hogy rajta az Egyesült Királyság nem folytat a katonain kívül más tevékenységet, nem enged a területen senkit sem letelepedni, a már ott lakó személyeken kívül, s a területnek nincs demokratikusan választott kormányzati szerve, a kormányzást a mindenkori ciprusi brit haderők főparancsnoka látja el. Ez az egyetlen brit külbirtok, melynek területén való születés nem eredményez brit állampolgárságot.